# Maria Magdalenakerk (Brussel)
De Maria-Magdalenakerk (ook: Magdalenakerk of Magdalenakapel) is een rooms-katholiek kerkgebouw te Brussel, gelegen aan Magdalenasteenweg 31 binnen de Brusselse vijfhoek.
Even ten noorden van de kerk ligt de Grasmarkt, ten oosten het Europakruispunt en ten zuidoosten de Kunstberg.

## Beschrijving
De 15e-eeuwse gedaante van de Magdalenakerk in Brabantse gotiek is bewaard in het huidige uitzicht, dat het resultaat is van een ingrijpende restauratie. Ze is opgebouwd uit rode baksteen en ledesteen.
De spitse hoofdgevel, waarin een achthoekig klokkentorentje verwerkt is, dateert uit 1453. Het barokke ingangsportaal met gebroken fronton draagt het opschrift: D O M · S. MARIA MAGDALENA · SACRUM · ANNO 1637. Bijzonder is de eikenhouten makelaar tussen de poortvleugels: in de sculpturen is een gekruisigde Christus verwerkt met Maria Magdalena en engelen (origineel in het Museum van de Stad Brussel).
Aan de noordkant ligt de sacristie in pseudo-traditionele stijl, waartegen de westgevel van de voormalige de Sint-Annakapel is aangebouwd, een volbarokke creatie toegeschreven aan Leo van Heil (1661). Het standbeeld van Anna met Maria boven de poort is van Duquesnoy (origineel tegenwoordig in de kathedraal). Naast de kapel ligt .
De twee ramen aan de zuidkant van het koor zijn kleine roosvensters met drielob- en visblaastraceringen, ingeschreven in uitgebogen driehoekige omlijstingen.
Het interieur heeft een basilicaal schip en twee zijbeuken. Meubilair en brandglasramen zijn modern. Van de historische altaren, praalgraven en schilderijen schiet niets over.

## Galerij

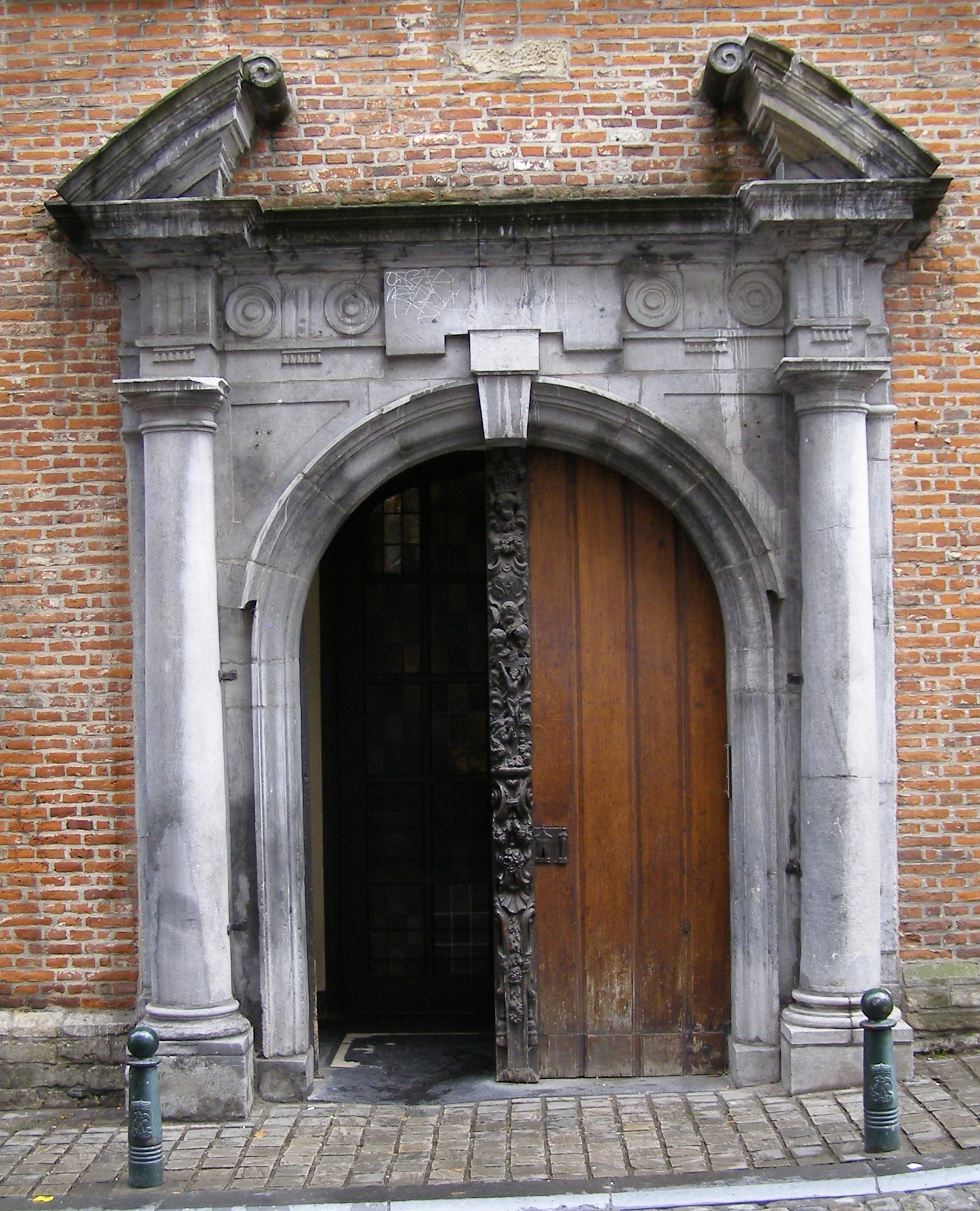
Portaal
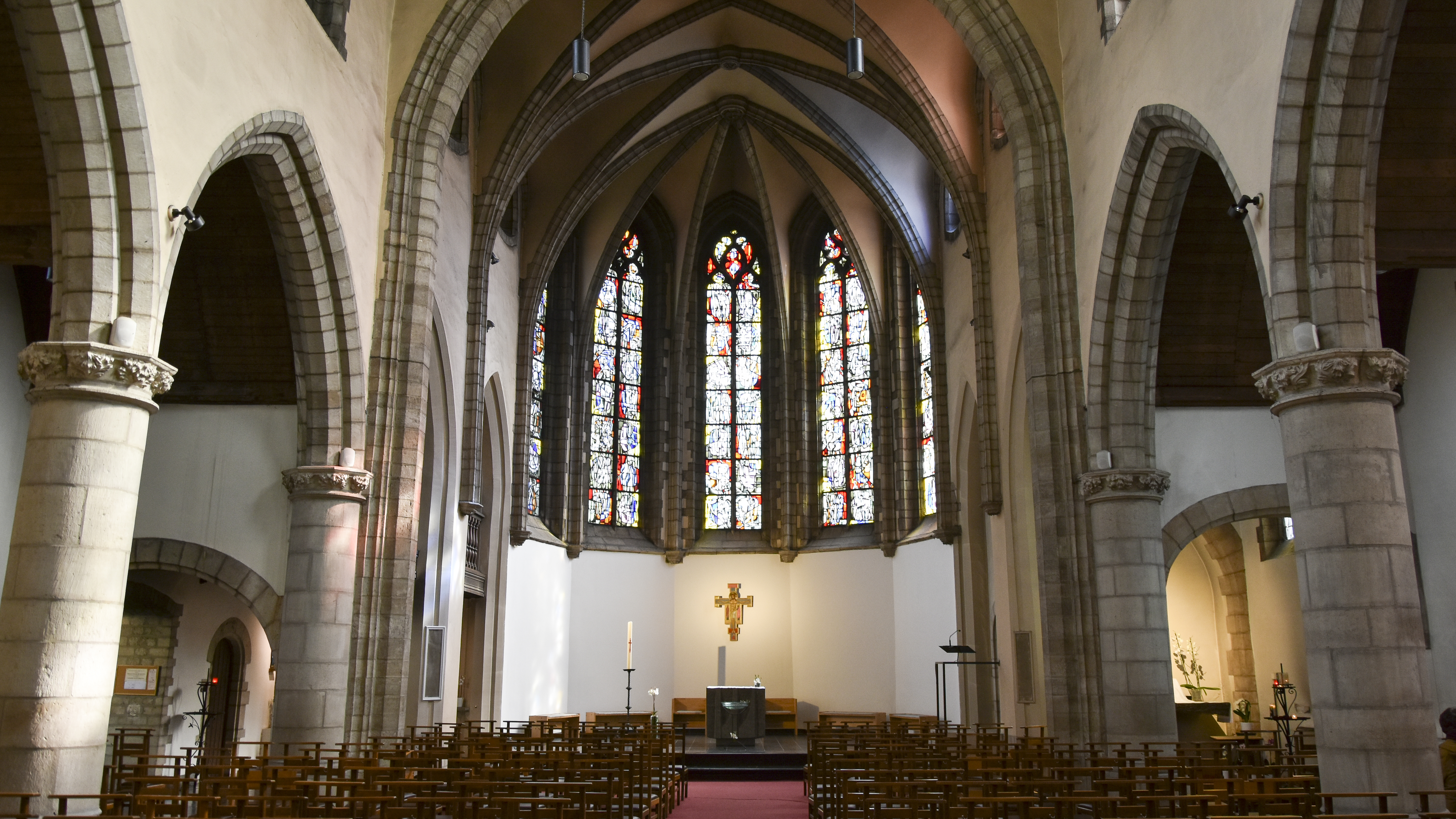
Interieur, gezicht op het priesterkoor
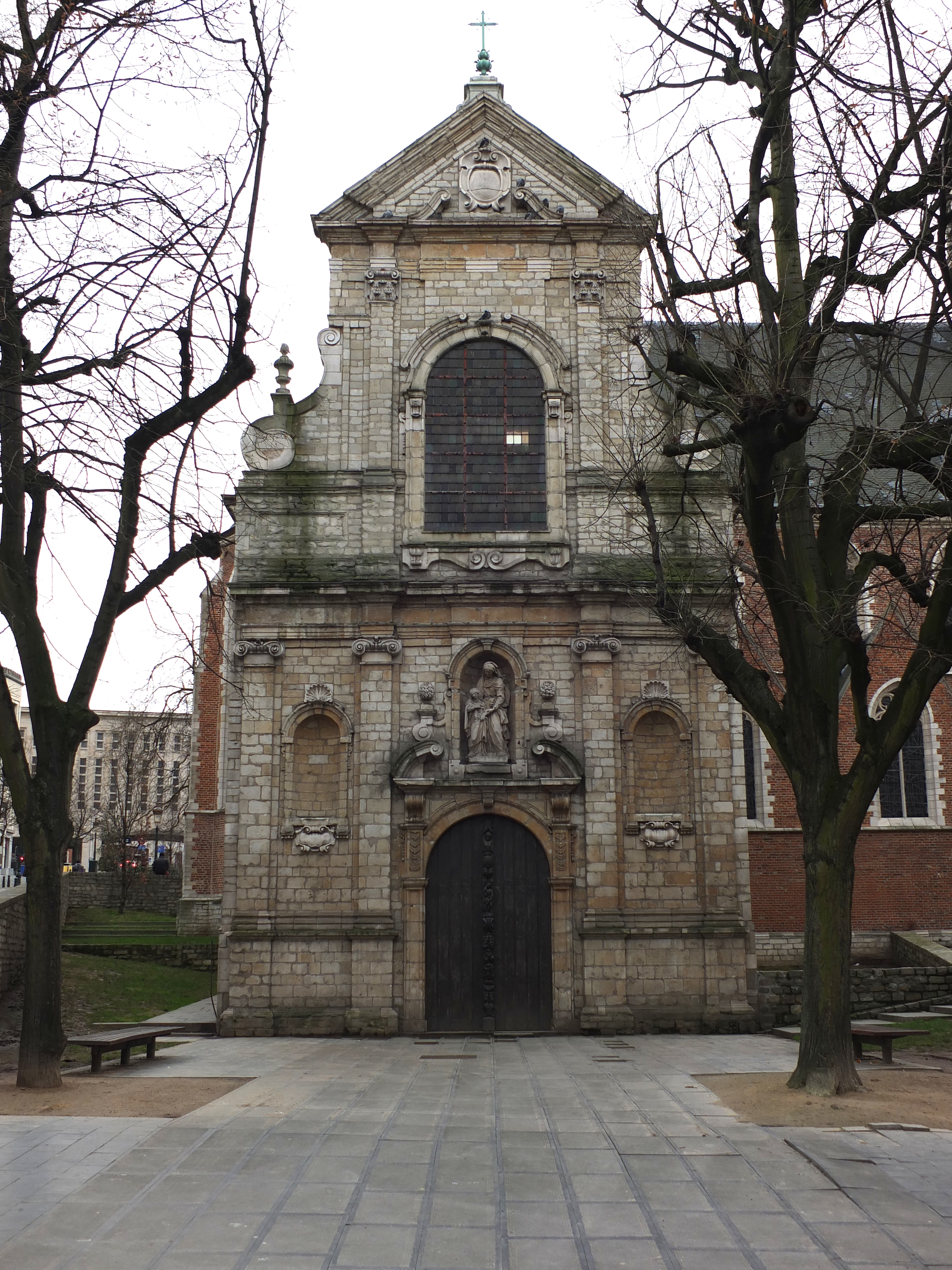
Sint-Annakapel
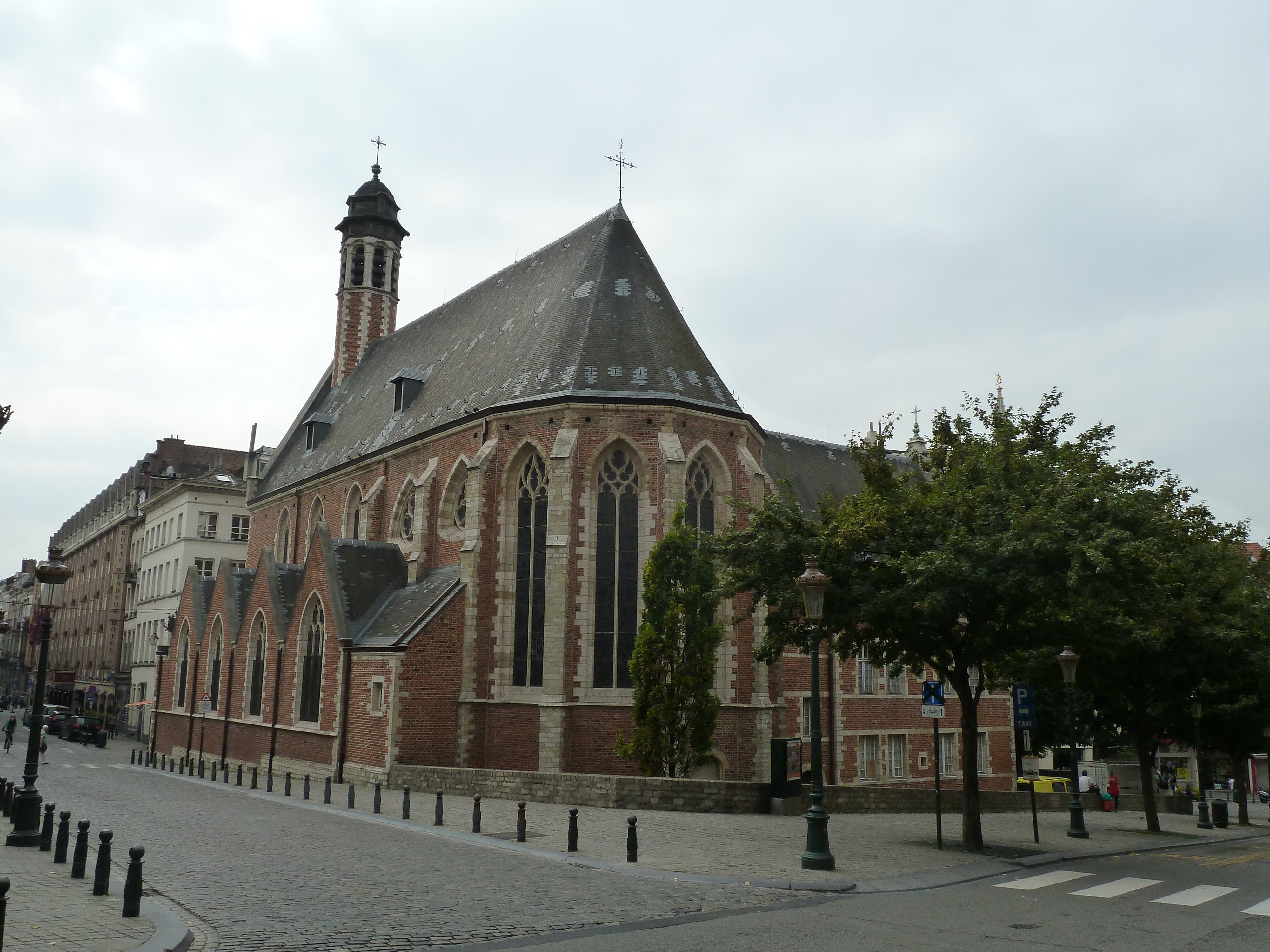
Achterkant
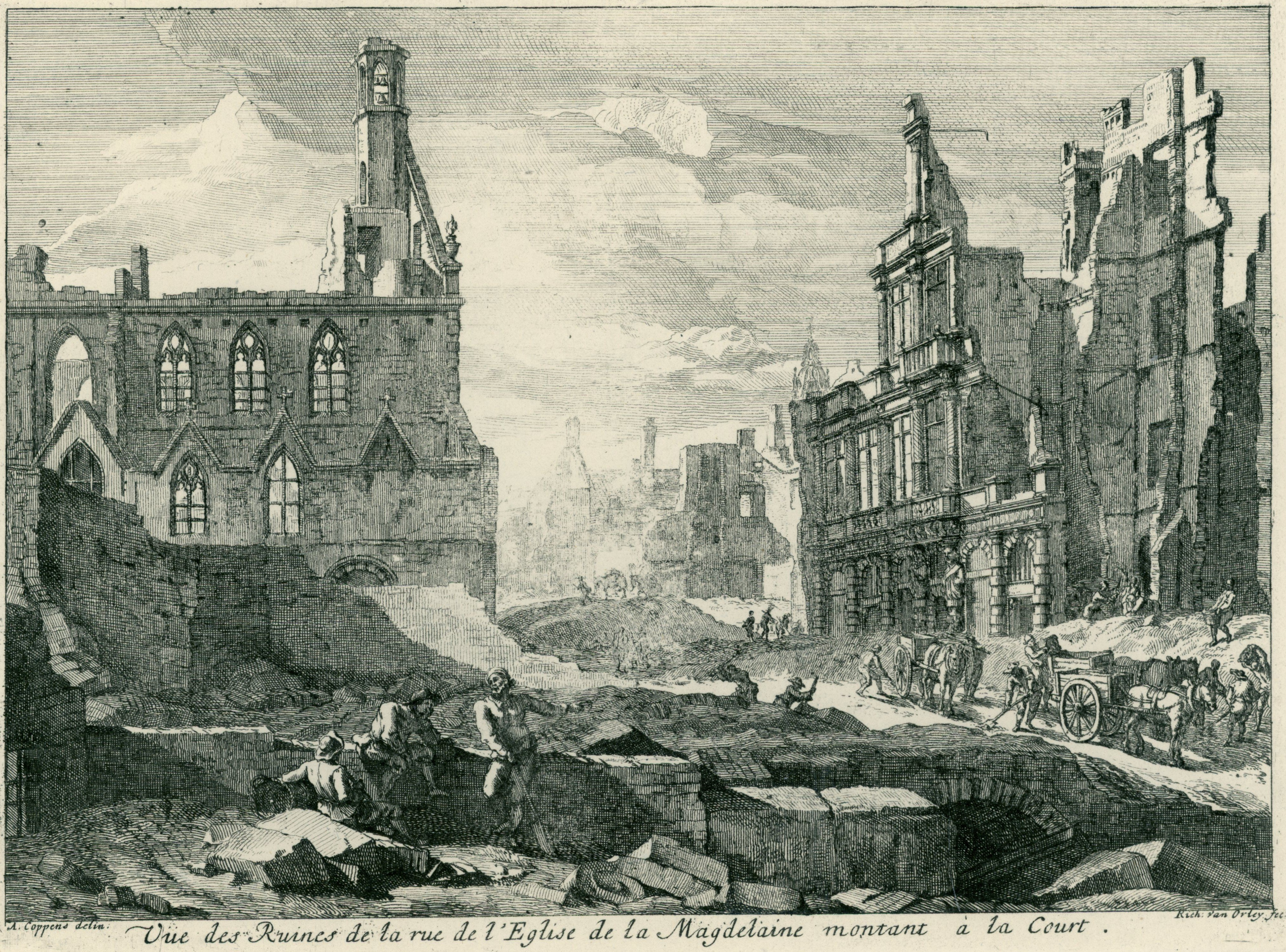
Toestand na de beschieting van 1695
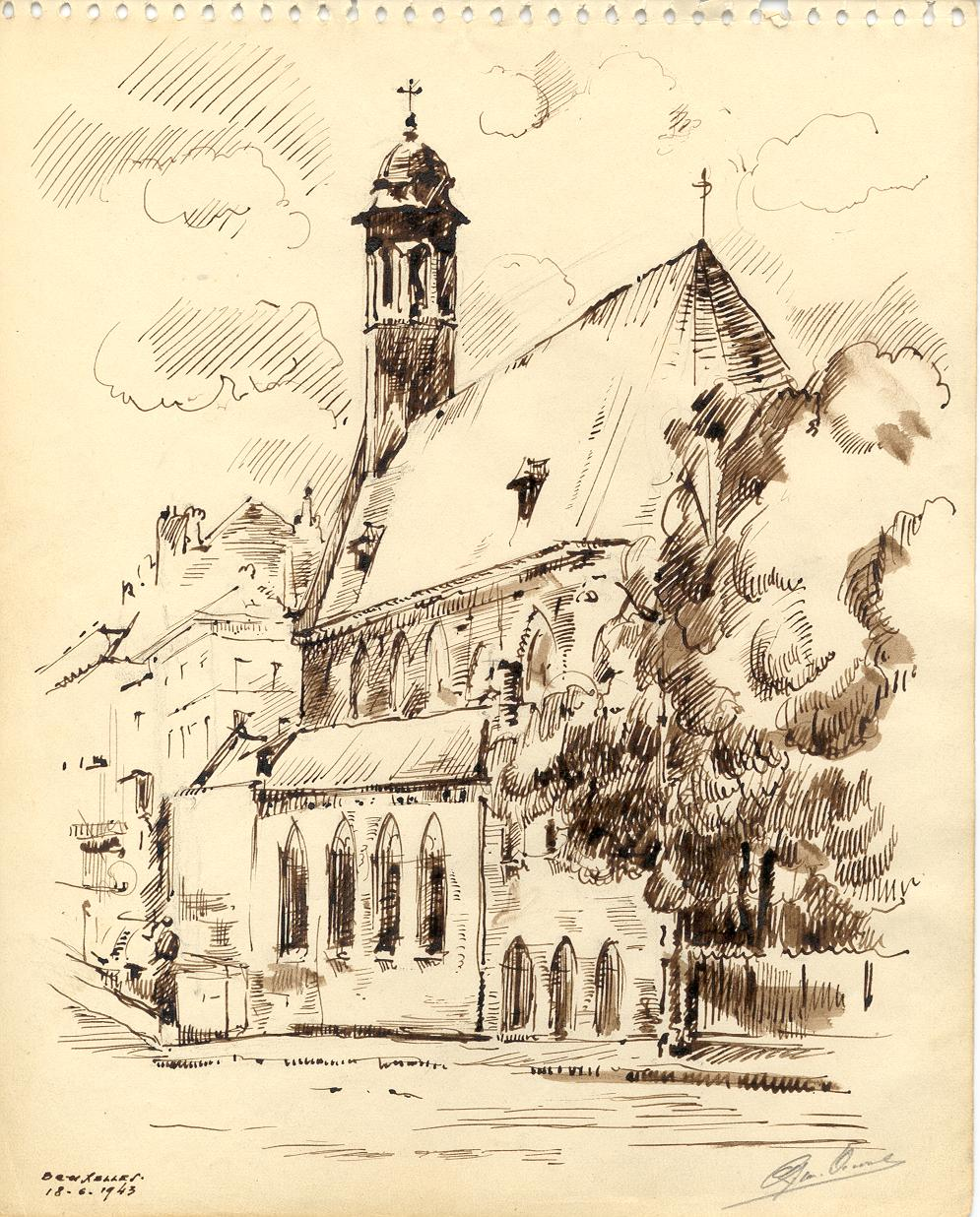
Toestand vóór restauratie (1943)

## Geschiedenis
Het kerkje werd gesticht in de 13e eeuw door de zakbroeders. Nog vóór 1270 vestigde deze radicale bedelorde zich op een plaats waar al sinds 1210 een huis zou geweest zijn van de cisterciënzers van het Heilig Graf van Vaucelles. Ze sloten een overeenkomst met het kapittel van Sint Goedele (1271), maar werden nauwelijks drie jaar later in heel Europa afgeschaft. De dominicanen, aan wie ze dit te danken hadden, lijken pogingen te hebben ondernomen om het Brusselse klooster van de zakbroeders over te nemen. In 1296 bevroor hertog Jan II de situatie, maar op het terrein speelden zich waarschijnlijk voldongen feiten af. De laatste zakbroeders stonden in 1299 hun klooster en kerk af aan het Sint-Goedelekapittel, op voorwaarde dat de vier kapellen ervan behouden bleven. Ze werden samengevoegd tot Sancta Magdalena ad Saccos. Paus Clemens V verleende een bul en lijkt die na een klacht weer te hebben ingetrokken (1308-09). Het goed kwam in handen van de stadsmagistraat, die er de hospitaalbroeders van het Sint-Niklaasgasthuis onderbracht. Ze werden nog regelmatig als 'zakbroeders' aangeduid.
In de 15e eeuw hief de stad de wegkwijnende Sint-Niklaasbroederschap op en kende ze hun dotaties toe aan de kartuizers van Scheut, die net in oprichting waren met steun van het vorstelijk huis (1451-56). Het Magdalenakerkje werd vervangen door een laatgotisch bouwwerk op initiatief van het bakkersambacht. Schip en klokkentoren kwamen gereed in 1453, terwijl de kloostergebouwen verkaveld werden. In 1555 trok men de Kleine Magdalenastraat door het domein.
De kerk was van 1581 tot 1585 in handen van Franse gereformeerden tijdens de Brusselse republiek. Vanaf 1637 kreeg ze het statuut hulpkerk van Sint Goedele. In 1695 werd ze beschadigd door de beschietingen in het kader van de Negenjarige Oorlog, maar herbouw vond plaats in 1696-1697. De geblakerde muren werden afgebroken en een nieuw barokgewelf overspande schip en koor.
Onder Frans bewind werd de Magdalenakerk twee keer gesloten (1798 en 1804). Men gebruikte het gebouw als zondagsschool. In 1841 kwam de kerk in bezit van de Paters Redemptoristen, doch in 1902 werd het gebouw, evenals het klooster, onteigend met het oog op de Noord-Zuidverbinding. De paters verhuisden naar Jette, waar in 1904 het klooster en een nieuwe Magdalenakerk werd ingewijd. Onder tussen zat de klad in de spoorwerken en gingen de Paters Assumptionisten in 1923 de kerk bedienen.
Vanaf 1935 kreeg de Noord-Zuidverbinding een nieuw elan. In de gewijzigde plannen werd de Magdalenakerk, mee dankzij een tussenkomst van kardinaal Mercier, het lot van de Putterij bespaard. Eind 1942 ondertekende de secretaris-generaal van onderwijs een beschermingsbesluit. Na de bevrijding liep de kerk opnieuw gevaar wegens een geplande verbreding van de Magdalenasteenweg, maar uiteindelijk koos men een andere oplossing en werd opdracht gegeven tot restauratie. De architecten Simon Brigode en Maxime Brunfaut herstelden de 15e-eeuwse toestand op basis van iconografische documenten en opgravingen. Ze lieten o.a. de bepleistering weghalen en reconstrueerden de kapelgevels die in 1696-97 waren weggelaten, alsook steunberen, zuilen, koorgewelf en maaswerk. Dwars op de kerk werd een sacristie gebouwd met de gevel van de voormalige Sint-Annakapel uit de Bergstraat. De barokke voorgevel is steen voor steen heropgebouwd.
Tijdens deze restauratie, die plaatsvond van 1956 tot 1958, werden nog oudere steunmuren ontdekt. Mogelijk waren dit restanten van een bouwwerk van de tempeliers, daterend van voor de eerste kerk. Het kwam wel meer voor dat afgeschafte orden zoals de zakbroeders in latere tijden voor de bekendere tempeliers werden genomen.

## Voetnoten
1. ↑  Besluit van 28 december 1942. Gearchiveerd op 7 mei 2024.
2. ↑  Wauters vermeldt post-1695 werk van Victor Honoré Janssens, Zeger Jacob van Helmont, Maximilien De Haese en een kopie van Correggio's Noli me tangere.
3. ↑  Roel Jacobs, Een geschiedenis van Brussel, 2004, p. 63-64
4. ↑  Folder "Magdalenakerk - Brussel (Centrum)", zonder datum, verkrijgbaar in de kerk.